# Patrick Peter Sacco
Patrick Peter Sacco (Albion (New York), 25 oktober 1928 – Ashland (Oregon), 12 augustus 2000) was een Amerikaans componist, muziekpedagoog, pianist, klarinettist, trompettist, tubaïst en zanger. Hij was een zoon van Peter Sacco en Rose Saeva Sacco.

## Levensloop
Sacco kreeg op vierjarige leeftijd zijn eerste pianolessen. Later studeerde hij trompet en tuba. Hij studeerde aan de State University of New York in Fredonia (New York) onder andere piano en compositie bij Vivian Major en orkestdirectie bij William Willett. In 1950 behaalde hij zijn Bachelor of Music aldaar.
Aansluitend werd hij klarinettist in de Militaire muziekkapel van de 4e Infanterie-Divisie te Frankfurt am Main. In deze tijd studeerde hij verder aan de Hochschule für Musik und Darstellende Kunst Frankfurt am Main in Frankfurt am Main onder andere orkestdirectie, muziektheorie en compositie bij Wolfgang Niederste-Schee.
Vanaf 1953 studeerde hij aan de befaamde Eastman School of Music in Rochester (New York), waar hij in 1954 zijn Master of Music behaalde en in 1958 tot Doctor of Musical Arts promoveerde.
Hij werd docent en "composer-in-residence" aan het Aquinas College in Grand Rapids (Michigan). Aansluitend doceerde hij aan de Universiteit van Hawaï in Manoa. Van 1959 tot 1980 was hij professor in muziek aan de San Francisco State University in San Francisco waar hij compositie en muziektheorie doceerde en hoofd van de componisten-workshops.
In 1985 vertrok hij naar Ashland (Oregon). Ook zijn dochter Jeanette Sacco-Belli is in de muziek werkzaam als zangeres.
Als componist schreef hij meer dan 300 werken voor vele genres, ook jazz-liederen, jazz stukken en een opera. Hij kreeg studiebeurzen en prijzen van verschillende organisaties zoals van de National Endowment for the Arts (1974), Ford Foundation Recording Fund, National Foundation for the Arts en de American Society of Composers, Authors and Publishers (ASCAP)-award.

## Composities

### Werken voor orkest
- 1954 Meditation nr. 1, voor kamerorkest
- 1954 Meditation nr. 3, Andante voor kamerorkest
- 1955 Classical Overture, voor orkest
- 1956 Sinfonietta, voor strijkorkest
- 1958 Meditation nr. 2, voor orkest, op. 13
- 1964 Concerto nr. 1, voor piano en orkest
  1. Andante (Con Irresalutezza)
  2. Con molto espressione
  3. Alla Marcia
- 1964 Four Sketches on Emerson Essays, voor orkest
- 1965 Thanksgiving Symphony, voor orkest
- 1969 Concerto nr. 1, voor viool en orkest
  1. Andante ma sempre poco rubato
  2. Quasi Recitativo "Prayer for World Peace"
  3. Vivace con umore
- 1987 Two easy works, voor strijkorkest
- Contemplation, voor orkest
- Flying Saucer Overture, voor orkest
- Introduction and Allegro, voor orkest
- Introduction and Divertimento, voor kamerorkest
- Symfonie nr. 1, voor orkest

### Werken voor harmonieorkest
- 1987 Sketches on Emerson Essays, voor harmonieorkest
  1. Deeds
  2. Circles
  3. Gossip
  4. Self
- Make Haste, o God - Psalm 70, voor gemengd koor en harmonieorkest
- Suite for Band

### Oratoria, cantates en gewijde muziek
- 1961 Thanksgiving Service, voor solisten en instrumentaal-ensemble
- 1963 Requiem, voor blazerskwintet
- 1974 Cantata, voor twee solisten en orgel
- 1976 Solomon, oratorium, op. 162

### Muziektheater

#### Opera's
- 1967 Mr. Vinegar, - première: 12 mei 1967, Redding (Californië)

### Werken voor koren
- 1968 Ring Out, Wild Bells, voor gemengd koor
- 1969 Daybreak, voor gemengd koor - tekst: Henry Wadsworth Longfellow (1807-1882), "Daybreak", uit «The Courtship of Miles Standish», (1858)
- 1969 Autumn for treble voices, voor driestemmig vrouwenkoor
- 1969 Snowstorm, voor vierstemmig mannenkoor
- 1969 Song of the Brook, voor driestemmig vrouwenkoor
- 1975 Seaweed, voor gemengd koor en piano, op. 136 no. 7 - tekst: Henry Wadsworth Longfellow
- 1985 Lord, make me an instrument of thy peace, voor gemengd koor en orgel
- 1985 Hear my cry, voor gemengd koor en orgel
- 1985 Greatest of all is love for, voor gemengd koor en orgel
- Come near, ye nations, voor gemengd koor en piano
- Nightingales, voor blazers en gemengd koor

### Vocale muziek
- 1966 Three Psalms, voor tenor (of sopraan) en koperkwintet, op. 110
- 1971 Daybreak, voor hoge zangstem en strijkorkest (of piano), op. 135 no. 1 - tekst: Henry Wadsworth Longfellow (1807-1882), "Daybreak", uit «The Courtship of Miles Standish», (1858)
- 1973 Vanity, all is vanity, voor zangstem en alt- en basklarinet
- 1975 Seaweed, voor mezzosopraan (of bariton) en piano, op. 136 no. 7 - tekst: Henry Wadsworth Longfellow, "Seaweed", uit «Poems», (1845)
- 1976 My love is fed by the riverside, voor zangstem en piano
- 1987 Ten psalms, voor zangstem en piano
- 1987 Five psalms, voor zangstem en kamerensemble
- 1987 Indian serenade, a song, voor zangstem en piano
- 1988 Endlessly wayfaring, voor zangstem, dwarsfluit, hoorn en piano
- 1988 Evening song, voor zangstem en piano
- 1988 this precipice garden, duet voor sopraan of tenor en piano
- 1988 We are heirs, voor zangstem en piano
- 1988 Place upon my life, voor zangstem en piano
- 1988 Hill song, voor sopraan en dwarsfluit
- 1988 Transitions, voor zangstem en piano
- 1988 Touch me with madness, voor zangstem en piano
- 1988 Should you feel when I have left, voor zangstem, viool en piano
- 1988 Night is brighter than the day, voor zangstem en piano
- 1988 I'll need a long sad song, voor zangstem en piano
- 1988 If we meet again, voor zangstem en piano
- 1988 I sense the shape of the song you seek, voor zangstem en piano
- 1989 Summer parting, voor zangstem en piano
- 1989 Bird of Dawning, voor zangstem en piano
- 1990 Look for me in the garden, voor zangstem en piano
- Blow ye the tuba in Zion, voor zangstem, tuba en piano
- Collected songs, vol.1, voor zangstem en piano
- Collected songs, vol.2, voor zangstem en piano
- Collected songs, vol.3, voor zangstem en piano
- Five songs, voor zangstem en strijkers
- Hypocrites, voor tenor en (kamer)orkest
- Let It Be Forgotten, voor zangstem en piano
- Melodic study: a trio, voor piano, cello en klarinet
- Three russian songs, voor zangstem en piano, op. 143

### Kamermuziek
- 1955 Klarinetkwintet
- 1966 Sequence, voor altviool en piano
- 1966 Moon Rising, voor dwarsfluit solo, op. 116
- 1966 Strijkkwartet nr. 1
- 1969 Romance, voor klarinet en piano
- 1969 Tuba mirum, solo voor tuba of tubakoor
- 1972 Fantasy, voor tuba en piano, op. 109
- 1972 Cold Mountain, voor klarinet solo, op. 113
- 1972 Elegie, voor dwarsfluit en cello, op. 131
- 1975 Night, voor fagot solo
- 1984 Flowers, voor dwarsfluit of viool en piano
- 1987 Laurel, voor dwarsfluit en piano
- 1987 All the leaves of a single tree, voor dwarsfluit en piano
- 1996 Lyric thoughts, voor vier houtblazers
- 1996 Six impressions, voor dwarsfluit en piano
- Introduction and Lament, voor koperensemble
- Study, voor koperblazers en slagwerk

### Werken voor orgel
- 1982 Twelve organ fantasies

### Werken voor piano
- 1952 Sonata nr. 1
- 1965 Sonata nr. 2
- 1970 Ancient to modern, vol.1
- 1972 Moab Illuminations. A musical interpretation of Moab's "Canyonlands by night"
- 1976 Ancient to modern - seventeen original pieces, vol.2
- 1976 Three jazz preludes
- 1989 Scherzo
- 1989 romance
- Sonatinas, 1-4